# Шарковский, Тимофей Сергеевич
Тимофей Сергеевич Шарковский (бел. Цімафей Сяргеевіч Шаркоўскі; род. 4 февраля 2004, Борисов, Минская область) — белорусский футболист, полузащитник клуба «Зимбру».

## Карьера

### БАТЭ
Воспитанник футбольной академии столичного «Минска». Первым тренером футболиста был Александр Разин. Позже футболист перебрался в структуру борисовского БАТЭ. В 2020 году футболист стал выступать в дублирующем составе клуба. За основную команду клуба футболист дебютировал 22 июня 2021 года в матче Кубка Беларуси против «Барановичей», выйдя на замену в начале второго тайма и отличившись дебютным забитым голом. Затем футболист продолжал выступать за дублирующий состав клуба. Дебютный матч в чемпионате футболист сыграл 18 июня 2022 года в матче против «Ислочи», выйдя на замену на 64 минуте. Первым результативным действием за клуб футболист отличился 29 июня 2022 года в матче против «Слуцка», отдав голевую передачу. По итогу сезона футболист вместе с клубом стал бронзовым призёром чемпионата.
В начале 2023 года футболист начинал подготовку к новому сезону с основной командой борисовского клуба. Новый сезон футболист начал 11 марта 2023 года с ответного четвертьфинального матча Кубка Беларуси против бобруйской «Белшины», выйдя на замену на 72 минуте. Первый матч в чемпионате футболист сыграл 18 марта 2023 года против «Гомеля», выйдя на замену на 83 минуте. В полуфинальных матчах Кубка Беларуси футболист вместе с клубом победил гродненский «Неман» и вышел в финал турнира, однако сам футболист оставался на скамейке запасных. Вместе с клубом футболист стал серебряным призёром Кубка Беларуси, где 28 мая 2023 года уступили жодинскому «Торпедо-БелАЗ». В июне 2023 года футболист покинул борисовский клуб. На протяжении сезона футболист выступал за клуб в роли игрока замены, результативными действиями не отличившись.

### «Торпедо-БелАЗ»
В сентябре 2023 года футболист на правах свободного агента присоединился к жодинскому «Торпедо-БелАЗ». Дебютировал за клуб футболист 20 октября 2023 года в матче против гродненского «Немана»выйдя на поле в стартовом составе. По итогу дебютного сезона футболист вместе с клубом стал бронзовым призёром чемпионата. Новый сезон футболист начал 2 марта 2024 года с победы за Суперкубок Беларуси, в серии пенальти победив минское «Динамо». Первый матч в чемпионате футболист сыграл 17 марта 2024 года против дзержинского «Арсенала», выйдя на замену на 76-й минуте. Также футболист принимал участие в матчах за «Торпедо-БелАЗ-2». В июле 2024 года футболист вместе с клубом отправился на квалификационные матчи Лиги конференций УЕФА. В матче 11 июля 2024 года против молдавского «Милсами» футболист отличился дебютным забитым голом. Однако по итогу квалификационного раунда «Милсами» оказался сильнее и вышел в следующий раунд квалификаций. Первым забитым голом в чемпионате футболист отличился 17 августа 2024 года в матче против гродненского «Немана». По итогу сезона футболист вместе с клубом стал бронзовым призёром чемпионата. На протяжении сезона футболист выступал за клуб в роли одного из основных игроков, отличившись 3 забитыми голами и 2 результативными передачами во всех турнирах.
Новый сезон футболист начинал со скамейки запасных, где жодинский клуб в четвертьфинальных матчах Кубка Беларуси победил брестское «Динамо». Первый матч в чемпионате футболист сыграл 15 марта 2025 года против «Гомеля», выйдя на поле в стартовом составе. В полуфинале Кубка Беларуси жодинский клуб победил «МЛ Витебск», выйдя в финал турнира, однако сам футболист сотался на скамейке запасных. Первым забитым голом за клуб в сезоне футболист отличился 12 мая 2025 года в матче против новополоцкого «Нафтана». В финале Кубка Беларуси жодинский клуб уступил гродненскому «Неману», став серебряным призёром турнира, а сам футболист оставался на скамейке запасных. В матче 15 июня 2025 года против столичного «Минска» футболист отличился своим очередным забитым голом и голевой передачей, чем помог с крупным счётом одержать победу. За первую половину сезона футболист выступал за жодинский клуб в роли одного из основных игроков жодинского клуба, отличившись 2 забитыми голами и 2 результативными передачами.

### «Зимбру»
В июне 2025 года молдавский «Зимбру» оформил полноценный трансфер футболиста. Дебютировал за клуб футболист 29 июня 2025 года в матче против клуба «Петрокуб», выйдя на поле в стартовом составе.

## Международная карьера
В ноябре 2021 года был вызван в юношескую сборную Беларуси до 18 лет. В июне 2022 года был вызван в юношескую сборную Беларуси до 19 лет. Дебютировал за сборную 11 июня 2022 года в матче против сверстников из Узбекистана, выйдя на замену на 59 минуте матча. В мае 2023 года футболист попал в расширенный состав молодёжной сборной Беларуси. Дебютировал за сборную футболист 6 сентября 2024 года в товарищеском матче против сборной Кипра.

## Достижения
«Торпедо-БелАЗ»
- Обладатель Суперкубка Беларуси: 2024